# Лыков, Юрий Иванович
Ю́рий Ива́нович Лы́ков (27 апреля 1961, Ростов-на-Дону, СССР) — советский и российский футболист, защитник, тренер.

## Биография
В качестве футболиста на протяжении нескольких лет выступал за ростовский СКА. Всего он провел за команду 63 матча, из которых 30 в Высшей советской лиге. После окончания карьеры Юрий Лыков занялся тренерской деятельностью. Долгие годы он входил в штаб «Ростсельмаш», позднее переименованного в «Ростов». Возглавлял дублирующий состав клуба.
В 2010 году после небольшого периода работы в подольском «Витязе», специалист возглавил методический центр ростовчан, являясь руководителем развития молодёжных команд. В апреле 2019 года он занял аналогичную должность в песчанокопской «Чайке».
30 октября после отставки всего тренерского штаба команды во главе с Дмитрием Воецким, Лыков стал исполняющим обязанности главного тренера клуба.